# Jan Philipp Albrecht
Pour les articles homonymes, voir Albrecht.
Jan Philipp Albrecht (né le 20 décembre 1982 à Brunswick, en Basse-Saxe) est un homme politique franco-allemand, membre de l'Alliance 90/Les Verts.

## Biographie

### Formation
Il a fait des études de droit, notamment à l'université de Hanovre et l'université Humboldt de Berlin, où il a également été attaché scientifique. Depuis 2010, il est chargé de cours à l'université de Vienne.
Il parle couramment l'anglais et le français.

### Carrière politique
Porte-parole du bureau national des Jeunes verts de 2006 à 2008, lors des élections européennes de 2009, il est élu au Parlement européen, où il siège au sein du groupe des Verts/Alliance libre européenne. Il est spécialiste des questions de liberté civile et de droit dans le monde numérique.
Le 14 avril 2016, la proposition d'Albrecht de Règlement général sur la protection des données de l'Union Européenne a été adoptée par la Commission des libertés civiles, de la justice et des affaires intérieures à une large majorité de tous les groupes politiques. La loi a été définitivement adoptée le 13 mai 2018. Depuis, Albrecht a attiré l'attention dans le monde entier pour son engagement sur les standards de confidentialité et de protection des données personnelles. Albrecht dirige également les négociations entre le Parlement européen et le Conseil des ministres sur l'adoption du règlement.

### Vidéographie
- documentaire ARTE Democracy - La ruée vers les datas ; documentaire sur le parcours complexe de la législation européenne, avec notamment le travail de Jan Philipp Albrecht en tant que rapporteur du projet de Règlement général sur la protection des données (RGPD) ; vidéo librement consultable en ligne du 25/05/2018 au 24/06/2018